# بیمارستان تخصصی بحرین
بیمارستان تخصصی بحرین (به عربی: مستشفی البحرین التخصصی) یک بیمارستان در بحرین است که در الجفیر واقع شده است.